# Jan Van Loy
Jan Van Loy (1964) is een Vlaams schrijver van verhalen en romans. In 2001 won hij met zijn verhaal De hel van Jan Foster de Nieuw Proza Prijs. Zijn roman Bankvlees werd bekroond met de Debuutprijs 2005. Alfa Amerika stond op de shortlist van de Gouden Uil 2006, De heining op de shortlist van de Gouden Uil 2009, Ik, Hollywood op de shortlist van de Libris Literatuur Prijs 2012. In het najaar van 2014 verscheen de roman Veertig jaar liefde.

## Carrière

### Bankvlees (2004)
Met de schelmenroman Bankvlees won Van Loy de debuutprijs 2005. "Een ontroerende, hilarische, burleske roman, ingenieus gecomponeerd, stilistisch sterk, geschreven met verve en met veel métier" aldus het juryrapport.

### Alfa Amerika (2005)
In 2005 verscheen Alfa Amerika, dat door de jury van de Gouden Uil 2006 als volgt werd omschreven: "Met zijn filmische vaart, zijn subtiele spel met feit en fictie en zijn vier onvergetelijke antihelden schiep Van Loy een roman van internationale allure. Hij verwerkt de soms verzonnen, soms niet verzonnen informatie met een grote behendigheid in een klassieke reportagestijl. Hij goochelt speels en bedreven met genres zoals het interview, dagboek, brieven, de biografie. Hij speelt met het cliché. In dit boek toont Van Loy zijn veelzijdigheid als schrijver.”

### De heining (2008)
De heining gaat over een koppel dertigers dat verhuist van een appartement in de stad naar een vrijstaande villa in een gated community. Een schokkende gebeurtenis maakt duidelijk dat de bewoners ook achter de omheining niet veilig zijn voor de buitenwereld. De heining stond op de shortlist van de Gouden Uil 2009.

### Ik, Hollywood (2011)
Ik, Hollywood gaat over Louie Peters, die in 1909 zeventien jaar is als hij en zijn broer Charlie een stuk grond krijgen in Californië. In de ban van de populaire "filmpjes" die overal te zien zijn, vat Louie het idee op om een "filmfabriek" te bouwen. De studio is al snel winstgevend en Louie ontwikkelt zich van een niet serieus genomen onderdeurtje tot een invloedrijk filmmagnaat. In het jaar 2000 duikt Louie weer op in Brussel, samen met zijn biograaf, en komt zijn lange leven in een ander licht te staan. Ik, Hollywood stond op de shortlist van de Libris Literatuur Prijs 2012.

### Veertig jaar liefde (2014)
Veertig jaar liefde speelt zich af in de clandestiene coulissen van de Koude Oorlog, van de eerste atoombom tot aan de controversiële stay-behind operaties. De protagonist probeert in brieven zijn dochter het hoe en waarom van zijn daden te verklaren, maar hij ondervindt dat oprechtheid en waarheid niet altijd samengaan.

## Publicaties
- De hel van Jan Foster (in Bunker Hill, nr.10)
- Bankvlees (uitgeverij Nijgh & Van Ditmar, 2004)
- Straight Flush (in Magazijn #2, 2005)
- Rolling Stone (in Vrij Nederland van 9 juli 2005)
- Motherfucking metrosexual (in Deus Ex Machina nr.114)
- Alfa Amerika (uitgeverij Nieuw Amsterdam, 2005)
- De heining (uitgeverij Nieuw Amsterdam, 2008)
- Weltschmerz voor dummies (uitgeverij Voetnoot, 2010)
- Ik, Hollywood (uitgeverij Nieuw Amsterdam, 2011)
- Hoftijd (in Hard gras, nr.89)
- Veertig jaar liefde (uitgeverij De Bezige Bij Antwerpen, 2014)

## Prijzen en nominaties
- De hel van Jan Foster: Nieuw Proza Prijs 2001
- Bankvlees: Debuutprijs 2005 en longlist Gouden Uil 2005
- Alfa Amerika: shortlist Gouden Uil 2006 en longlist Libris Literatuur Prijs 2006
- De heining: shortlist Gouden Uil 2009
- Ik, Hollywood: shortlist Libris Literatuur Prijs 2012, longlist Gouden Boekenuil 2012 en tiplijst van de AKO literatuurprijs 2012